# Darren White
Darren J. White (ur. 30 marca 1972 w Liverpoolu) – brytyjski muzyk, wokalista i autor tekstów, a także fotograf.
Znany jest przede wszystkim z występów w grupie muzycznej Anathema, której był członkiem w latach 1990–1995. W latach 1991–1992 był perkusistą blackmetalowej formacji Cradle of Filth. Z kolei w latach 1995–1998 śpiewał w gothic metalowej grupie The Blood Divine. Następnie współtworzył grupę Dead Men Dream. Od 2004 występuje w doom metalowym zespole Serotonal. W styczniu 2021 ogłoszono, że wraz z innym wcześniejszym członkiem Anathemy, Duncanem Pattersonem, powołał do życia grupę o nazwie Antifear.

## Dyskografia
- Anathema - The Crestfallen EP (EP, 1992, Peaceville Records)
- Cradle of Filth - A Pungent and Sexual Miasma (1992, Mortuary Music, split z Malediction)
- Anathema - Serenades (1993, Peaceville Records)
- Cradle of Filth - The Principle of Evil Made Flesh (1994, Cacophonous Records, gościnnie śpiew)[8]
- Anathema - Pentecost III (EP, 1995, Peaceville Records)
- The Blood Divine - Awaken (1996, Peaceville Records)
- The Blood Divine - Mystica (1997, Peaceville Records)
- Anathema - Judgement (1999, Music for Nations, zdjęcia)[9]
- The Blood Divine - Rise Pantheon Dreams (2002, Peaceville Records)
- The Eternal - The Sombre Light of Isolation (2004, Firebox Records, gościnnie śpiew)[10]
- Serotonal - The Futility of Trying to Avoid the Unavoidable (EP, 2005, Serotonal)
- Serotonal - Monumental: Songs of Misery and Hope (2009, Union Black Records)